# Ahiara
Ahiara is een plaats in Nigeria in de staat Imo. De stad ligt in het historisch gebied Mbaise, hartland van de Igbo. De bevolking bestaat voornamelijk uit Igbo.
Bestuurlijk valt de plaats onder de Local Government Area (LGA) Ahiazu Mbaise. Deze LGA had in 2016 naar schatting 235.200 inwoners.

## Religie
Een eerste katholieke missie in de stad werd geopend in 1933. De stad is de zetel van een rooms-katholiek bisdom.